# دال سیاه
دال سیاه (نام علمی: Aegypius monachus) گونه‌ای لاشخور بزرگ‌جثه از دودمان بازسانان است که در اروپا و آسیا از اسپانیا تا کره زیست می‌کند.
این پرنده معمولاً تمام طول سال را در یک منطقه می‌ماند و فقط از مناطقی که زمستان‌های سخت دارند مهاجرت می‌کند.
دال سیاه ۹۸ تا ۱۲۰ سانتی‌متر طول دارد، فاصلهٔ میان دو سر بال‌هایش ۲٫۵ تا ۳ متر است و با ۷ تا ۱۴ کیلوگرم وزن یکی از سنگین‌ترین پرندگان قادر به پرواز دنیا و بزرگ‌ترین کرکس بر قدیم محسوب می‌شود.

## ویژگی‌ها
قد دال سیاه ۹۵ تا ۱۰۵ سانتی‌متر است؛ از لحاظ اندازه و طرح بدن در حال پرواز شبیه دال است با این تفاوت که سر بزرگ‌تر و نوک کلفت‌تر دارد و دمش درازتر و در انتها تا اندازه‌ای سه‌گوش است (ولی گاهی بر اثر فرسایش به دم دال شباهت پیدا می‌کند). تفاوت دیگرش پروبال قهوه‌ای دودی یکدست دال سیاه است که از دور سیاه به‌نظر می‌رسد. پوش‌پرهای بال این پرنده تیره‌تر از شاه‌پرهاست و سطح زیرین بال‌ها مانند بال دال راه‌راه ندارد. گردن بدون پر با پوستی به رنگ صورتی آمیخته با آبی می‌باشد و در اطراف آن یک پوشش قهوه‌ای رنگ وجود دارد. رفتار و صدای دال سیاه مانند دال است و تا اندازه‌ای تک‌زی است.

## وضعیت
خوردن طعمه‌های مسموم و کاهش مردار در دو سده اخیر نسل دال سیاه را در بیشتر کشورهای اروپایی و همچنین شمال آفریقا برانداخته است. امروزه نیز استفاده از موش‌کش‌ها در تبت و زنده‌گیری از طبیعت (برای فروش به باغ‌وحش) در کشورهای شوروی سابق نسل این جانور را تهدید می‌کند. در مقابل اقدامات حفاظتی و تغذیه داوطلبانه تعداد دال‌های سیاه را در برخی مناطق افزایش داده‌است، مهم‌ترین نمونه اسپانیا است که جمعیت دال سیاه آن از ۲۰۰ جفت در سال ۱۹۷۰ به ۱۰۰۰ جفت در سال ۱۹۹۲ افزایش یافت. برنامه‌هایی هم برای بازگرداندن این پرنده به دیگر کشورهای اروپایی همچون فرانسه نیز در جریان است.
در ایران باورهای خرافی مبنی بر منحوس بودن این جانور سبب شده که برخی مردم محلی با مسموم‌سازی لاشه‌ها اقدام به کشتن دال‌های سیاه کنند. در حال حاضر این گونه در ایران در خطر انقراض دارد و پارک ملی گلستان یکی از بهترین زیستگاه‌های آن در ایران محسوب می‌شود.

## نگارخانه

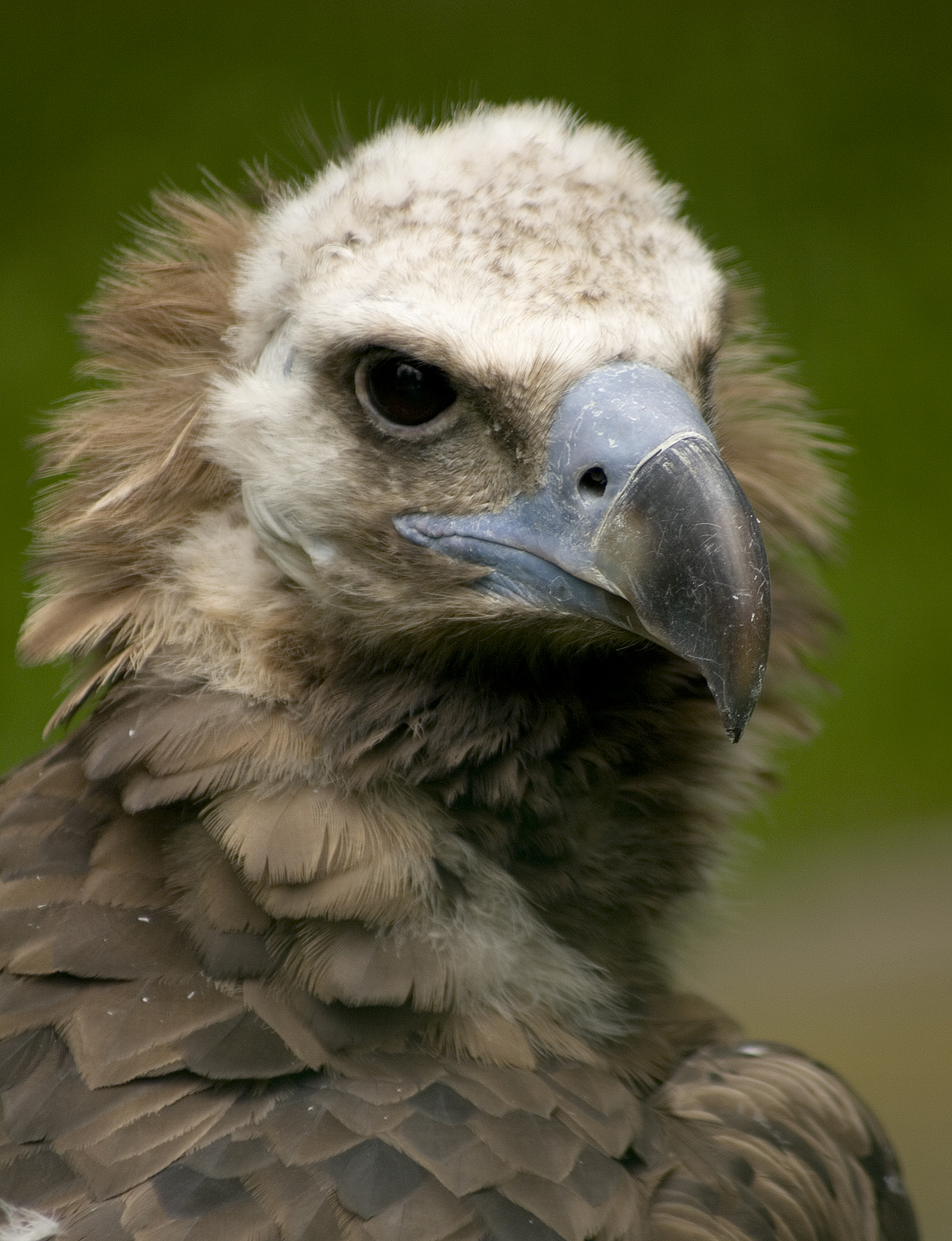
چهره تمام‌رخ
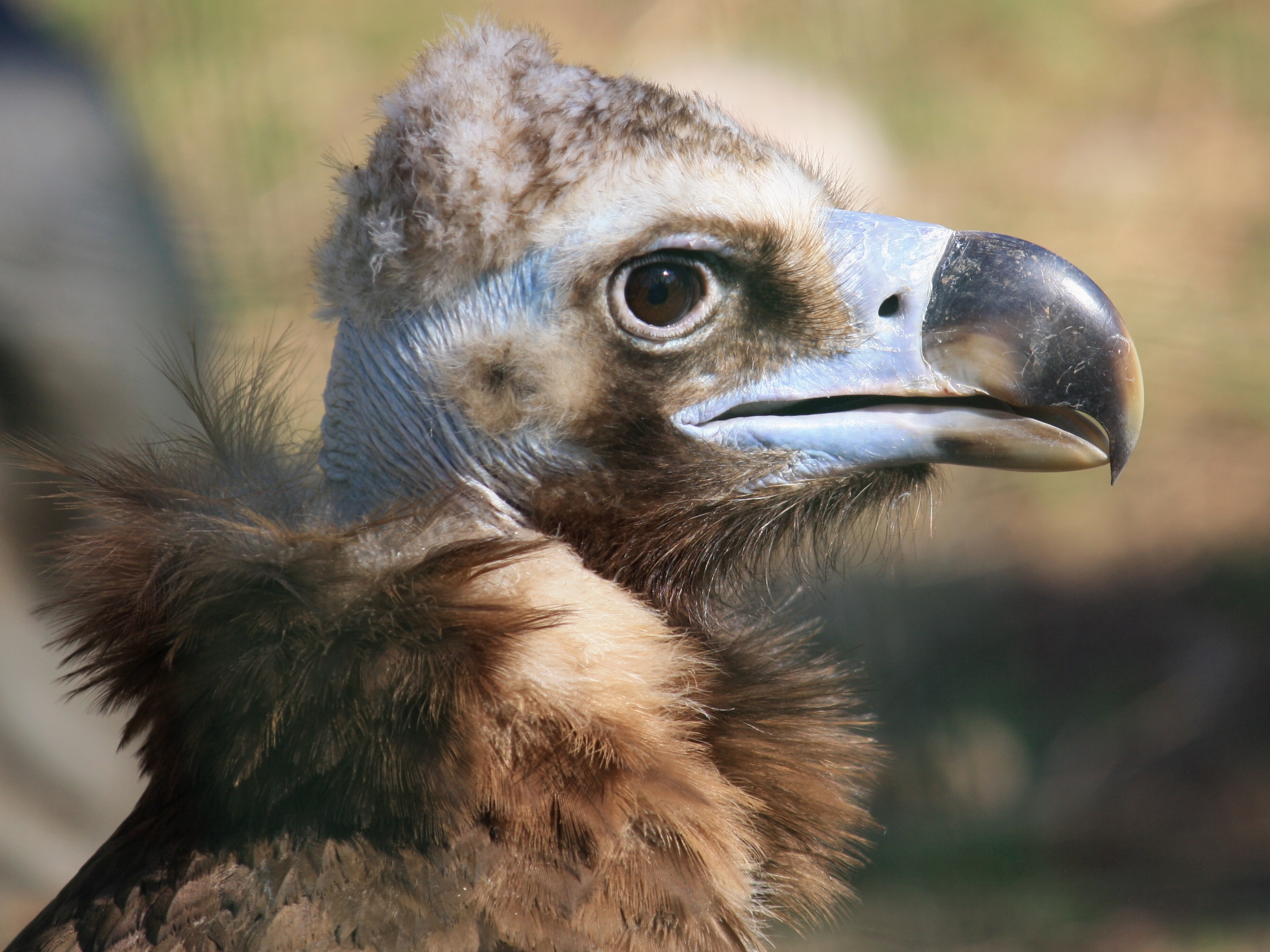
چهره نیم‌رخ
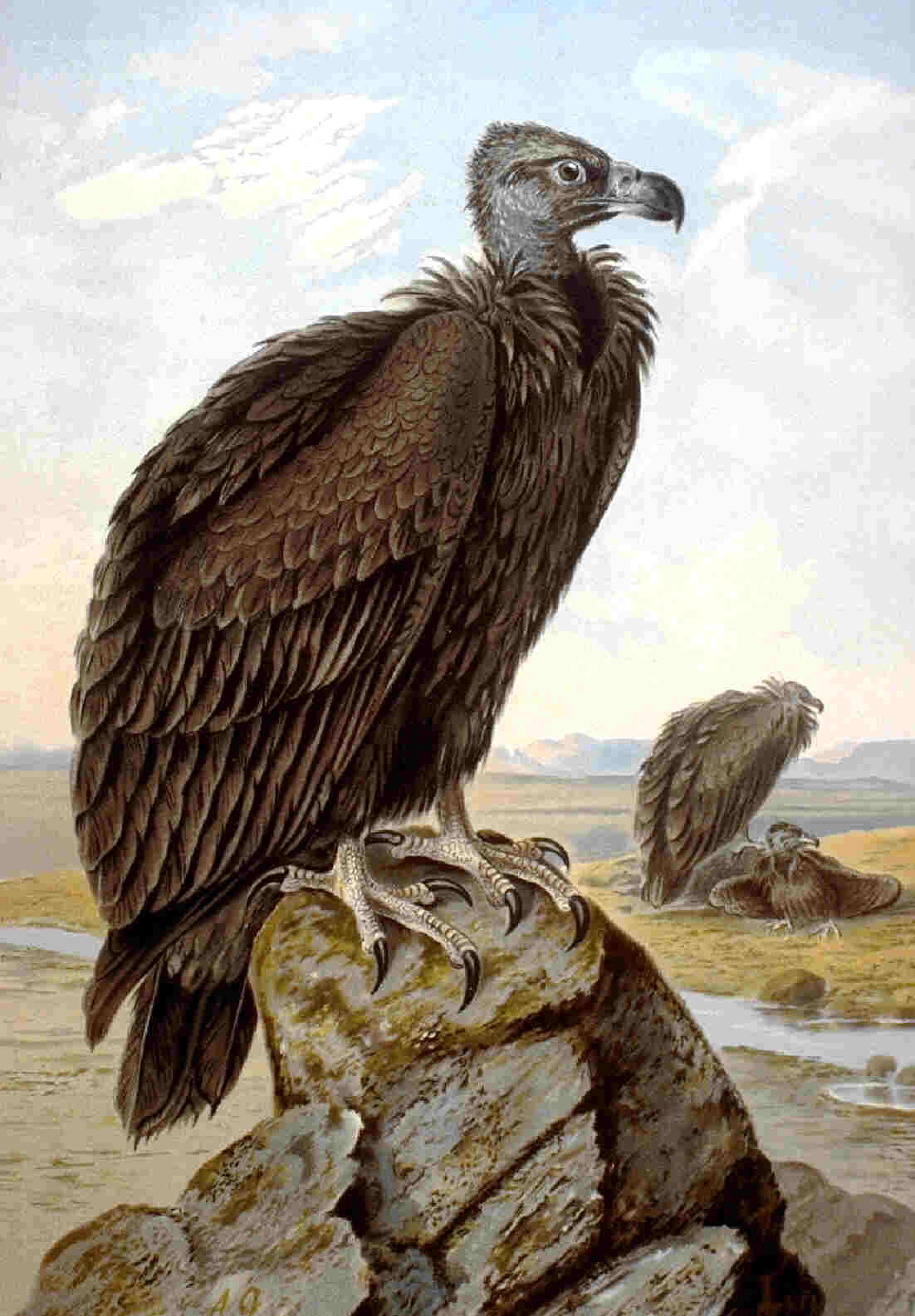
نگاره
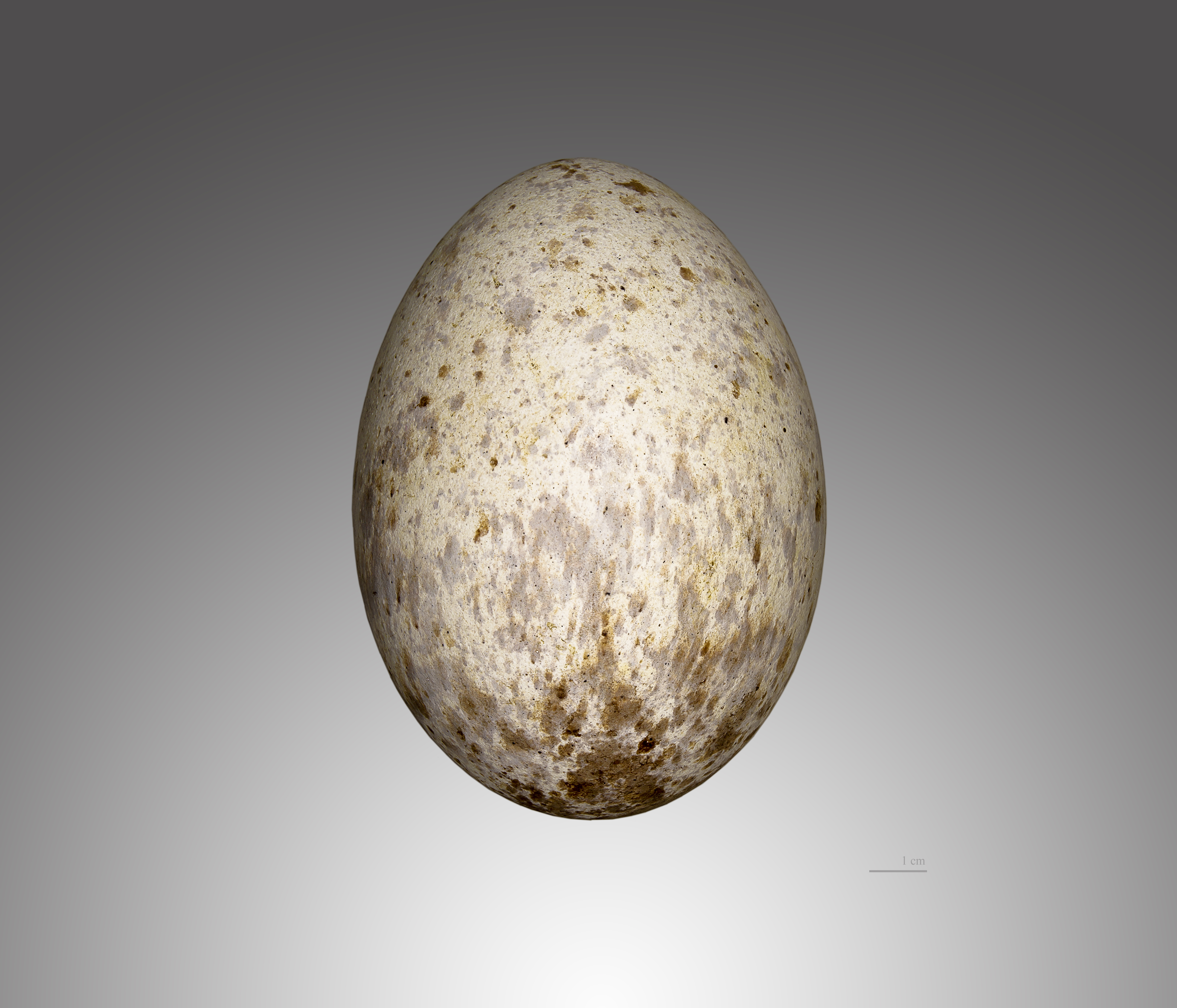
نمونه تخم در موزه تولوز